# Институт за ментално здравље Београд
Институт за ментално здравље Београд основан је 1963. године, прва је социјално-психијатријска установа у југоисточној Европи. То је установа терцијарне неге која је специјализована за области психијатрије, болести зависности, клиничке психологије, епилептичке медицине, клиничке неурофизиологије, психофармакологије, психотерапије и менталних болести. Лечење се заснива на концептима социјалне психијатрије са циљем рехабилитације и ресоцијализације пацијената. Институт служи као наставна установа за Медицински факултет и неколико других школа у Београду.
Институт за ментално здравље Београд добио је, 18. новембра 2009. године, номинацију министра здравља Републике Србије, Томице Милосављевића, да се уведу у колаборативни центар Светске здравствене организације за заштиту менталног здравља. Ову номинацију је одобрила Светска здравствена организација. Институт за ментално здравље Београд, такође, објављује релевантне чланке у име Светске здравствене организације.
Директор института је др Душица Лечић Тошевски.

## Историја
Велики помаци у области психијатрије, који су се догодили због брзог развоја психофармаколошке терапије, отворили су могућност специјализоване болнице. Институт за ментално здравље Београд основала је др Славка Морић Петровић у сарадњи са др Душаном Петровићем, Миланом Поповићем, др Мирославом Антонијевићем, др Предрагом Каличанином и неколицином других психијатара. Архитектонски дизајн је урадила Владета Стојаковић. Након одобрења, камен темељац института постављен је 5. јуна 1960. Институт за ментално здравље Београд званично је отворен 14. априла 1963. године у бившој Социјалистичкој Федеративној Републици Југославији.
Институт за ментално здравље Београд, у почетку, је пружао услуге превенције и лечења душевних болести и праћења ванболничких пацијената. У присуству министра здравља Републике Србије, Томице Милосављевића, отворена је дневна болница за адолесценте 26. децембра 2007. године.
Институту је додељен Сретењски орден другог степена (2024).

## Организационе јединице
Институт за ментално здравље Београд обухвата осам одељења:
- Клиника за децу и адолесценте
- Клиника за одрасле
- Клиника за болести зависности
- Епилепсије и клиничке неурофизиологије
- Медицински генетски сектор
- Апотекарска служба и лабораторијска дијагностика
- Служба за научноистраживачке и образовне активности
- Одељење за немедицинске послове.

## Активности института
Данас је рад Института за ментално здравље Београд дефинисан законом који је у складу са Законом о здравственој заштити у Србији.
Ради практичности становника Београда, институт поред услуга менталног здравља пружа и услуге здравствене заштите.
Институт за ментално здравље Београд, такође, садржи образовни и научно-истраживачки програм. Истраживачко одељење започело је рад међународним пројектом који користи истраживање варијација генетских копија које се користе у одређивању потенцијалних ризика од душевних болести.
У обављању здравствене праксе, Институт за ментално здравље Београд пружа услуге превенције, дијагностике, терапије и рехабилитације из следећих области: 
| - психијатрија - неуропсихијатрија - дечија психијатрија - болести зависности - клиничка неурофизиологија - клиничка психо-фармакологија | - психотерапија - клиничка психологија - медицинска биохемија - медицинско снабдевање и - клиничка фармакологија |

Напори Института за ментално здравље Београд, такође, укључују образовање професионалаца који су укључени у негу пацијената. То су психијатри, лекари опште праксе, психолози, педагози, специјални учитељи, социјални радници, правници и медицински техничари.